# Réserve naturelle de Viksåsen
La réserve naturelle de Viksåsen  est une réserve naturelle norvégienne qui est située dans la municipalité de Hole dans le comté de Buskerud.

## Description
La réserve naturelle et la zone de conservation du paysage de Biliåsen sont situées directement au nord du centre de Vik et ont été protégées le 12 février 1982.
Un sol calcaire et riche en éléments nutritifs, un accès limité à l'eau et des températures estivales élevées constituent la base de la végétation distinctive que l'on trouve dans la zone de conservation. Les espèces communes sont l'Épipactis pourpre noirâtre, l'Hepatica nobilis, le Sceau-de-Salomon odorant, le Géranium sanguin et l'Origan.
Le calcaire qui compose Vikåsen et Biliåsen (Cuesta) s'est formé au cours de la période du Silurien il y a entre 440 et 395 millions d'années. A cette époque, la zone était couverte par une mer peu profonde. Au fond vivaient de grandes quantités de coraux, de coquillages et d'autres animaux. Aujourd'hui, on retrouve des traces de ces animaux sous forme de fossiles.
La zone est protégée au niveau national et est considérée comme la forêt de pins tilleuls la plus importante de la région de Ringerik et l'une des plus distinctives du pays. La région a longtemps été utilisée comme terrain d'excursion pour l'université d'Oslo pour l'enseignement de la botanique et de la paléontologie.

## Galerie

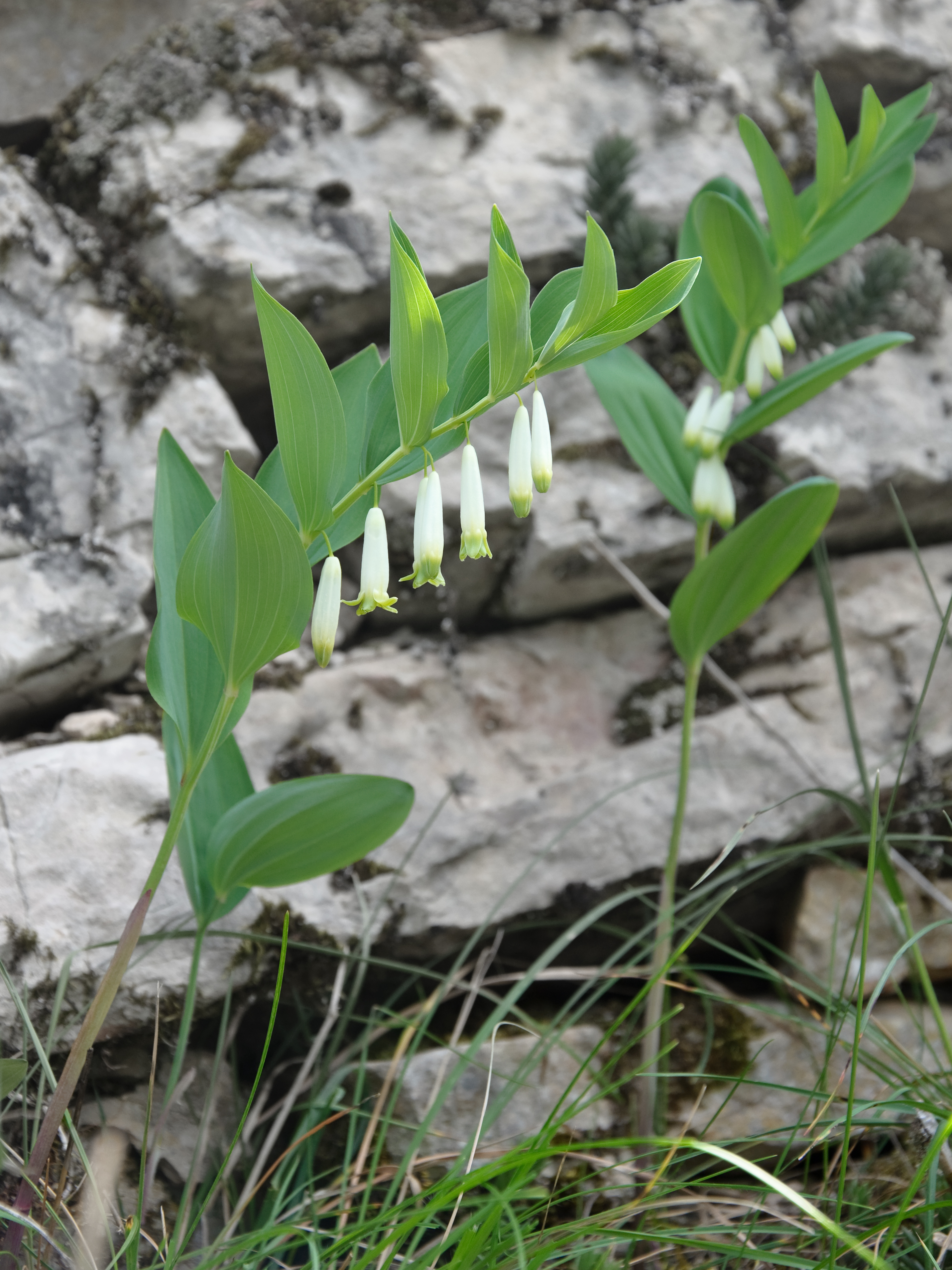
Sceau de Salomon
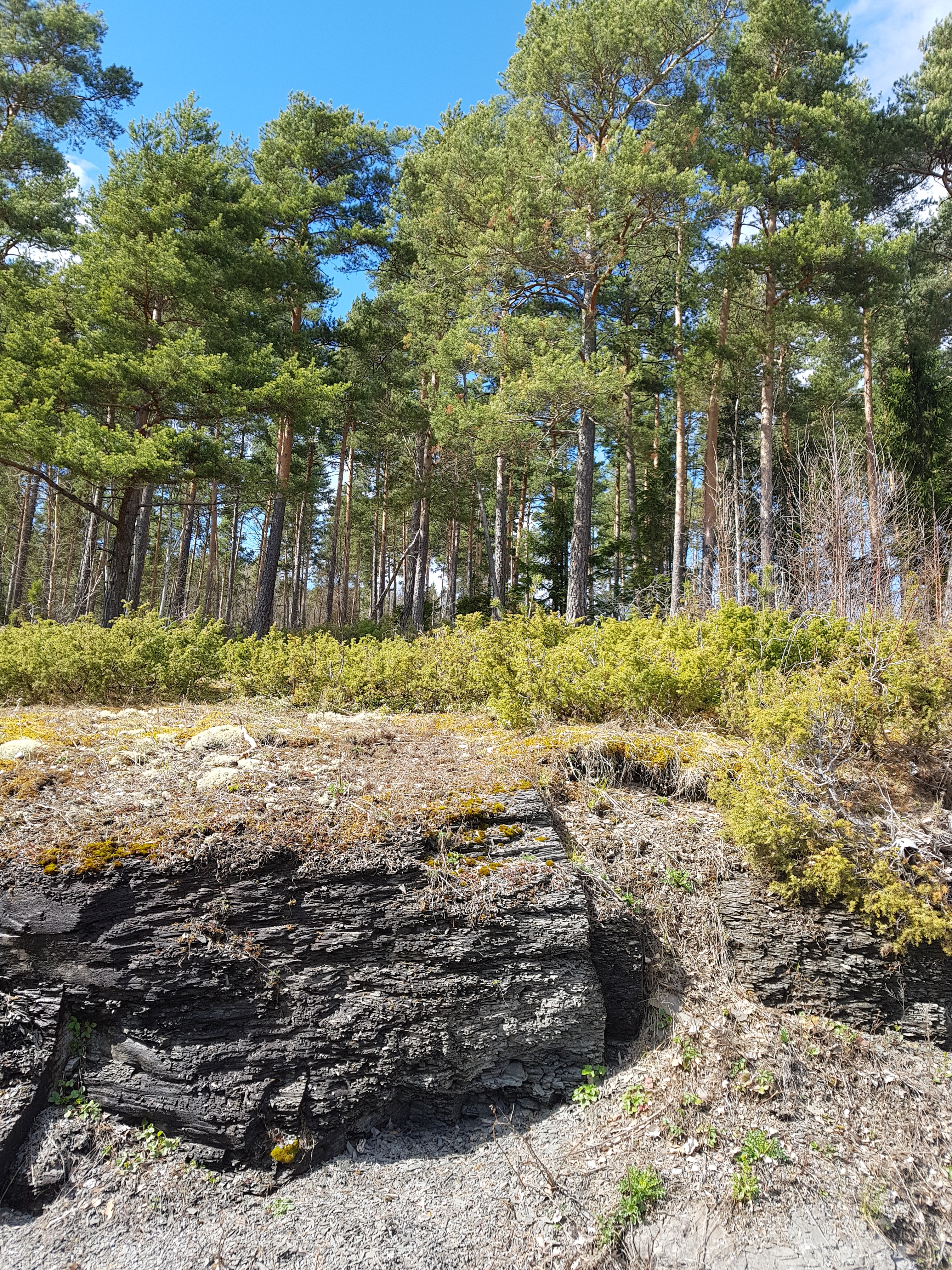
Pin Tilleul
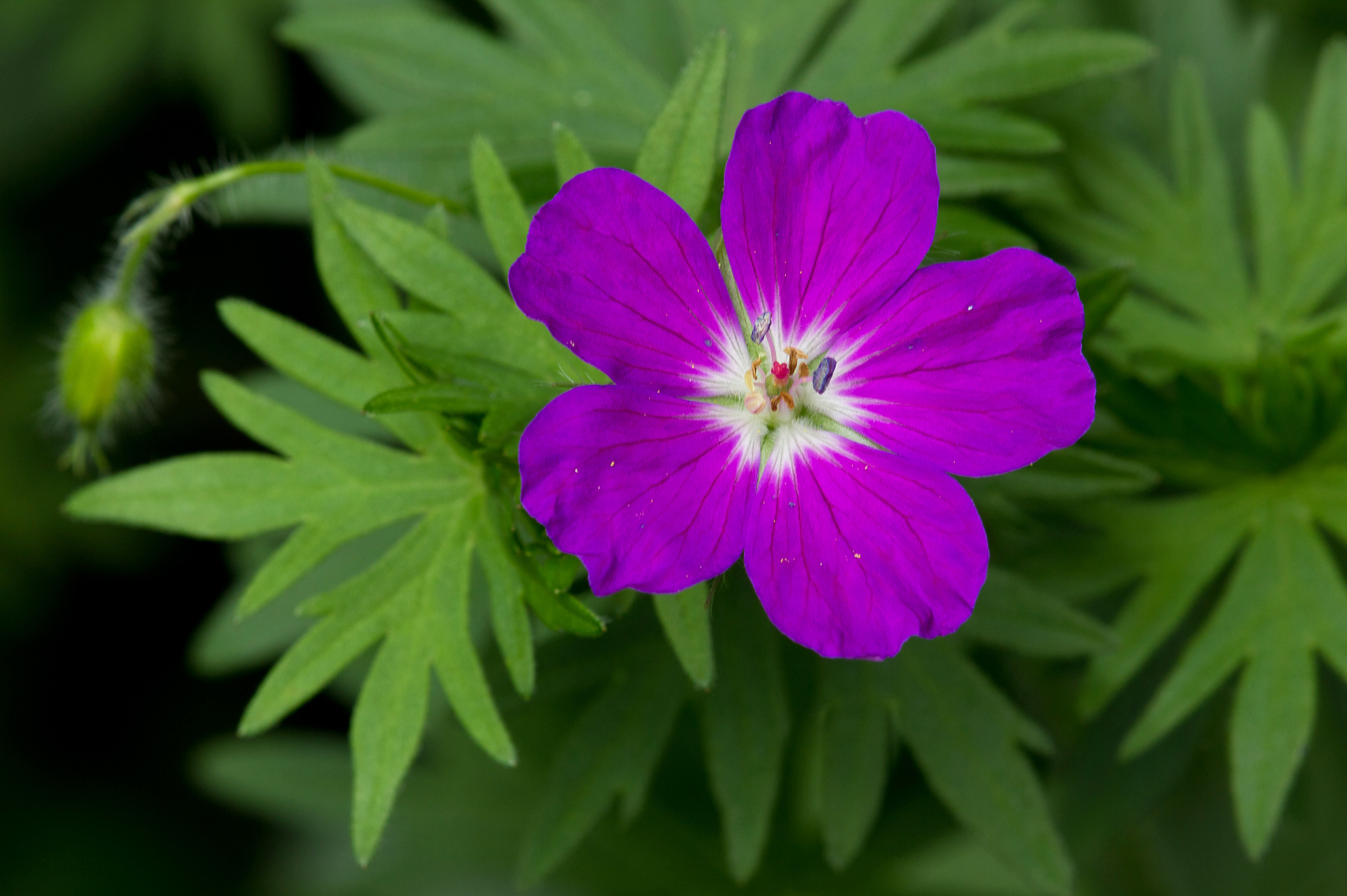
Géranium sanghin